# گورکی شلانسکیه
گورکی شلانسکیه (به لاتین: Górki Śląskie) یک روستا در لهستان است که در گمینا ننزا واقع شده‌است. گورکی شلانسکیه ۹۲۱ نفر جمعیت دارد.